# Ross Honsberger
Ross Honsberger (* 2. Juni 1929 in Toronto, Ontario; † 3. April 2016 in Waterloo, Ontario) war ein kanadischer Mathematiker und Autor der Unterhaltungsmathematik.
Honsberger studierte an der University of Toronto Mathematik (Bachelor-Abschluss) und arbeitete dann über zehn Jahre als Lehrer in Toronto, bevor er sein Studium an der University of Waterloo fortsetzte (Master-Abschluss). Seit 1964 ist er dort an der Fakultät für Mathematik, wo er heute emeritiert ist. Er befasste sich mit Kombinatorik und Optimierung, insbesondere aber mit Mathematikpädagogik. Er entwickelte Schulkurse zum Beispiel über kombinatorische Geometrie, hielt häufig Vorträge für Schüler und Mathematiklehrer und war Herausgeber des Ontario Secondary School Mathematics Bulletin. Er schrieb zahlreiche Bücher über Elementarmathematik (Geometrie, Zahlentheorie, Kombinatorik, Wahrscheinlichkeitstheorie) und Unterhaltungsmathematik (häufig bei der Mathematical Association of America, MAA, erschienen), wobei ihm nach eigenen Worten das Buch von Hans Rademacher und Otto Toeplitz Von Zahlen und Figuren als Vorbild dient. Er behandelt darin auch häufig Probleme aus den Mathematikolympiaden und anderen Wettbewerben.

## Schriften
- Ingenuity in Mathematics, New Mathematical Library, Random House/Singer 1970
- Mathematical Gems, MAA 1973, 2003 (Dolciani Mathematical Expositions Bd. 1), deutsch Mathematische Edelsteine der elementaren Kombinatorik, Zahlentheorie und Geometrie, Vieweg 1990, ISBN 3-528-08474-X
  - daraus das Kapitel The Story of Louis Posa[2]
- Mathematical Gems 2, MAA 1975 (Dolciani Mathematical Expositions Bd. 2)
- Mathematical Gems 3, MAA 1985, 1991 (Dolciani Mathematical Expositions Bd. 9)
- Mathematical Morsels, MAA 1978 (Dolciani Mathematical Expositions Bd. 3)
- More Mathematical Morsels, MAA 1991 (Dolciani Mathematical Expositions Bd. 10)
  - deutsche Ausgabe: Gitter - Reste - Würfel: 91 mathematische Probleme mit Lösungen, Vieweg/Teubner 1984
- Mathematical Plums, MAA 1979 (Dolciani Mathematical Expositions Bd. 4)
- Mathematical Chestnuts from around the world, MAA 2001 (Dolciani Mathematical Expositions Bd. 24)
- Mathematical Diamonds, MAA 2003
- In Polya’s Footsteps, MAA 1997 (Dolciani Mathematical Expositions Bd. 19)
- Episodes in nineteenth and twentieth century euclidean geometry, MAA 1995
- From Erdös to Kiev - Problems of Olympiad Caliber, MAA 1997
- Mathematical Delights, MAA 2004 (Dolciani Mathematics Expositions Bd. 28)